# كأس رابطة الأندية الإنجليزية المحترفة 1972–73
كأس رابطة الأندية الإنجليزية المحترفة 1972–73 هو الموسم 13 من كأس رابطة الأندية الإنجليزية المحترفة. أقيم خلال الفترة 15 أغسطس 1972 وحتى 1973، وأشرف على تنظيمه دوري كرة القدم الإنجليزي، وكان عدد الأندية المشاركة فيه 92، وفاز فيه توتنهام هوتسبير.